# Kurudamale, Mulbagal
Kurudamale là một làng thuộc tehsil Mulbagal, huyện Kolar, bang Karnataka, Ấn Độ.